# Фреди Кругер
Фред „Фреди" Кругер (енгл. Fred "Freddy" Krueger) главни је антагониста филмског хорор серијала Страва у Улици брестова. Након што је убио готово сву децу из Улице брестова на крају последњег, 7. дела Ненси Томпсон, једино преживело дете из Улице брестова. је коначно убила њега.